# Cecil Irwin
Cecil Irwin (Evanston, Illinois, 7 december 1902 -  Des Moines, Iowa, 3 mei 1935)  was een Amerikaanse tenorsaxofonist, klarinettist en arrangeur in de jazz. 

## Biografie
Irwin werkte vanaf 1929 in Chicago, bij Carroll Dickerson, Erskine Tate, Junie Cobb en ten slotte Earl Hines, in wiens orkest hij, naast Jimmy Mundy, als arrangeur actief was (hij schreef de 'charts' voor bijvoorbeeld 'Rosetta', 'Rhythm Sundae' en 'Everybody Loves My Baby'. Tussen 1929 en 1937 deed hij aan negentien opnamesessies mee, voor Hines, maar ook voor Richard M. Jones, King Oliver, de Dixie Rhythm Kings (o.a. met Shirley Clay, Omer Simeon, Hayes Alvis, Wallace Bishop), Alex Hill, en Harry Dial's Blusicians. Irwin overleed aan de gevolgen van een verkeersongeluk.
Jimmy Mundy, met wie Irwin materiaal voor een show in de nachtclub Grand Terrace Ballroom (Chicago) voorbereidde, zei over Irwin: „Cecil was een groot talent, een groot componist.“